# Присъствие (филм, 1975)
Вижте пояснителната страница за други значения на Присъствие.
„Присъствие“ е български игрален филм (драма) от 1975 година на режисьора Тодор Стоянов, по сценарий на Димитър Велчев. Оператор е Венец Димитров. Музиката във филма е композирана от Иван Игнев.

## Актьорски състав
- Кольо Дончев – Емил Каров
- Георги Черкелов – Драго Баджаров
- Пенка Цицелкова – Юлия
- Мариана Димитрова – Ани
- Александър Притуп – Симеонов
- Любомир Киселички – Евгени Пашов
- Георги Стоянов – Хазяинът
- Борис Луканов – Директорът
- Аспарух Сариев – Портиерът
- Станчо Станчев
- Цветана Островска
- Анета Димитрова
- Росен Ботев
- Иван Несторов
- Бистра Марчева
- Божидар Лечев - сервитьорът Гаврил